# Ceratozamia latifolia
Ceratozamia latifolia — вид голонасінних рослин класу саговникоподібні (Cycadopsida).
Етимологія: латинське latus — «широкий», пелюстка, листок. Хоча технічно посилається на листки, ця назва насправді вказує на явно широкі фрагменти листків.

## Опис
Рослини деревовиді; стовбур 10–20 см в довжину, 10 см діаметром. Листків 2–4 в кроні. Нові паростки бронзові, червоні або шоколадно-коричневі. Листки світло або яскраво-зелені, напівглянсові, довжиною 50–100 см, з 30–80 фрагментами; черешок довжиною 15–20 см. Середні фрагменти листків 15–24 см завдовжки, 20–40 мм завширшки. Пилкові шишки жовто-зелені, веретеновидо-циліндричні, довжиною 15–17 см, 2–2,5 см діаметром; плодоніжка довжиною 5 см. Насіннєві шишки жовто-зелені, яйцевидо-циліндричні, довжиною 5–6 см, 4–4,5 см діаметром. Насіння яйцеподібне, 18–19 мм, шириною 14 мм; саркотеста біла, старіючи стає коричневою.

## Поширення, екологія
Країни поширення: Мексика (Гідальґо, Керетаро, Сан-Луїс-Потосі).

## Загрози та охорона
Було порушено місця існування в результаті очищення для бананових і кавових плантацій. Багато сотень зразків були зібрані в минулому для декоративних цілей.